# Dmitry Dikusar
Dmitry Petrovich Dikusar (em ucraniano:  Дікусар Дмитро Петрович; 24 de outubro de 1985) — é um artista, bailarino e coreógrafo ucraniano.
Em 2007, ganhou popularidade na mídia após participar na segunda temporada do "Dançando com as Estrelas " no canal de TV "1+1". Dançou com a cantora Irina Bilik. Mais tarde, começaram a namorar e depois casaram-se numa cerimónia no Rio de Janeiro, contudo o casal separou-se em 2010. Em 2011, participou no espetáculo russo " Dançando com as Estrelas". Mais tarde, também trabalhou com a versão georgiana desse mesmo espectáculo. Em 2012, Dmitry começou um relacionamento com Olena Shoptenko, uma dançarina que conheceu no espectáculo de dança. Em 2013, o casal casou-se, mas em 2016, divorciou-se. Ela voltou ao Dançando com as Estrelas em 2019. Na sexta, sétima e oitava temporadas, dançou com Victoria Bulitko, Slava Kaminskaya e Olga Kharlan respectivamente. Actualmente, Dmitry confirma que está num relacionamento, mas não revela a identidade. Em 2022, ingressou nas fileiras das Forças Armadas Ucranianas para defender o seu país na guerra Rússia-Ucrânia.